# 玛雅蓝
玛雅蓝（西班牙語：Maya Blue）是比天蓝色稍浅的颜色。玛雅蓝色的颜料最初由前哥伦布时期的中部美洲文明发现，如玛雅文明及阿兹特克文明等。

## 生产
玛雅蓝是一种由有机物和无机物混合组成的颜料，主要成分是野青树树叶中提取的靛蓝和一种名为坡缕石的黏土。 研究发现这种颜料中还含有少量的其他矿物添加剂。

## 历史上的用途
玛雅蓝最早出现于大约公元800年；直至16世纪仍被用于新西班牙副王區的一些修道院，其中比较著名的有让·格尔森在特卡马查尔科的一些画——这些画是印地基督藝術（一种结合印第安与欧洲绘画技巧的风格）的典型例子。在这之后，生产玛雅蓝的技术在墨西哥丢失了，但在古巴仍能找到采用这种颜料的1830年的画作。
在前哥伦布时期的美洲，玛雅蓝被广泛于艺术创作，如壁画、雕塑甚至法律文书上。近期研究指出玛雅蓝可能在当地土著于奇琴伊察对恰克进行的人祭中有着重要作用——受害者在被当作祭品前全身会被涂上这种颜料。

## 性质
尽管经历了如此长的时间，采用玛雅蓝的画作并没有掉色。科学家发现这种颜料能够很好地抵抗各种化学侵蚀，包括溶剂和强酸强碱（如硝酸）；目前只有用浓酸反复回流才能破坏它。

## 对其成分的研究

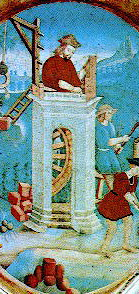
让·格尔森采用玛雅蓝颜料的一幅画作

20世纪50年代，科学家通过粉末衍射的方法成功确定了玛雅蓝的化学成分。 墨西哥化学家、历史家Constantino Reyes-Valerio经过多年对壁画的显微镜法分析及傅里叶变换光谱法分析之后，在1993年发布了重新制取玛雅蓝的详细配方，其中主要步骤之一是将各种黏土（包括蒙脱石和坡缕石）与野青树树叶进行混合。 在这个配方于书上发表之后，又有许多欧洲科学家与Constantino Reyes-Valerio一同对玛雅蓝的成分进行了进一步分析。
一项2011年的报告详细介绍了玛雅蓝的历史，性质，物理化学性质的研究方向（衍射、红外光谱、拉曼光谱、核磁共振、伏安分析法、计算机模拟），以及它与玛雅文明其他方面的联系。

## 脚注
1. ↑  Arnold (2005); Haude (1997).
2. ↑  Haude (1997); Reyes-Valerio (1993).
3. ↑  Chiari(2000)
4. ↑  Greg Borzo's press release, 26-Feb-2008  （页面存档备份，存于）
5. ↑  Sanchez del Rio(2006)
6. ↑  Gettens, R. J. Am. Antiq. 1962, 27, 557–564
7. ↑  Reyes-Valerio, De Bonampak al Templo Mayor, La historia del Azul Maya en Mesoamerica, Siglo XXI Editores, 1993.
8. ↑  Giaccomo Chiari  （页面存档备份，存于） from the University of Torino, David Ajò from C.N.R. of Padua and Manuel Sanchez del Rio  （页面存档备份，存于） from ESRF  （页面存档备份，存于） in France
9. ↑  Sanchez del Rio, et al. The Maya Blue Pigment, 
Developments in Clay Science, Vol. 3., Pages 453–481, doi:10.1016/B978-0-444-53607-5.00018-9